# مقاطعة هاكون (داكوتا الجنوبية)
هاكون (بالإنجليزية: Haakon)‏ هي إحدى مقاطعات ولاية داكوتا الجنوبية في الولايات المتحدة الأمريكية.